# 1613 Smiley
1613 Smiley este un asteroid din centura principală, descoperit pe 16 septembrie 1950, de Sylvain Arend la Uccle. Este numit după astronomul american Charles Hugh Smiley⁠(en)[traduceți] (1903-1977). Denumirea „Smiley” s-a dorit a fi utilizată și pentru obiectul trans-Neptunian 1992 QB1, dar intenția a fost refuzată din cauza faptului că doi asteroizi nu pot avea același nume.
Observațiile fotometrice ale asteroidului pe parcursul anului 2006 la Observatorul Divide Palmer din Colorado Springs, Colorado, au fost utilizate pentru a genera o curbă de lumină cu o lungă perioadă de 81,0 ± 0,1 ore și o variație a luminozității cu magnitudinea de 0,30 ± 0,02.